# Adonisea olivacea
Adonisea olivacea är en fjärilsart som beskrevs av Smith 1906. Adonisea olivacea ingår i släktet Adonisea och familjen nattflyn. Inga underarter finns listade i Catalogue of Life.